# Copa Libertadores Sub-20 de 2024
La Copa Libertadores Sub-20 de 2024, oficialmente CONMEBOL Libertadores Sub20 2024, fue la octava edición de este torneo sudamericano de clubes organizado por la Conmebol en la categoría sub-20. La competición se realizó en Uruguay.
El ganador de esta edición fue Flamengo tras vencer en la final a Boca Juniors por 2-1, consiguiendo su primer título en este torneo, y además obtener el derecho de disputar la Copa Intercontinental Sub-20 2024 contra el Olympiacos S. F. P.  como campeón de la Liga Juvenil de la UEFA 2023-24.

## Formato
Se disputa en dos fases: una primera fase de grupos y, posteriormente, una fase final. La fase de grupos la disputarán los 12 equipos clasificados, 10 campeones nacionales de las asociaciones miembro, un cupo extra para el país anfitrión y un cupo para el campeón vigente. Serán distribuidos. Una vez finalizada dicha fase, clasificarán para la fase final cuatro equipos: los tres ubicados en la primera posición de sus respectivos grupos y el mejor de los tres equipos ubicados en la segunda posición, quienes disputaron las semifinales. Los ganadores de ambos partidos de semifinales disputarán la final para dirimir quién se quedó con el título de campeón, mientras que los dos perdedores disputarán el partido por el tercer puesto.

## Equipos participantes
| País                                | Equipo                                   | Vía de clasificación                                                                             |
| ----------------------------------- | ---------------------------------------- | ------------------------------------------------------------------------------------------------ |
| Argentina Un cupo + campeón vigente | Boca Juniors Rosario Central             | Campeón de la Copa Libertadores Sub-20 de 2023 Subcampeón del Torneo de Cuarta División LPF 2023 |
| Bolivia Un cupo                     | Always Ready                             | Campeón del Torneo Nacional Sub-20 2023                                                          |
| Brasil Un cupo                      | Flamengo                                 | Campeón Copa de Brasil Sub-20 2023                                                               |
| Chile Un cupo                       | Colo-Colo                                | Campeón de Campeones Categoría Proyección 2023                                                   |
| Colombia Un cupo                    | Águilas Doradas                          | Campeón de la Supercopa Juvenil FCF 2023                                                         |
| Ecuador Un cupo                     | Aucas                                    | Campeón del Campeonato Ecuatoriano de Fútbol Sub-19 2023                                         |
| Paraguay Un cupo                    | Olimpia                                  | Campeón de Campeones Sub-19 2023                                                                 |
| Perú Un cupo                        | Sporting Cristal                         | Campeón del Torneo de Promoción y Reservas de la Liga 1 de 2023                                  |
| Uruguay Un cupo + anfitrión         | Defensor Sporting Montevideo City Torque | Campeón del Campeonato Uruguayo Sub-19 2023 Subcampeón del Campeonato Uruguayo Sub-19 2023       |
| Venezuela Un cupo                   | Academia Puerto Cabello                  | Campeón de la Liga Futve Junior 2023                                                             |

## Organización

### Sedes
La copa se desarrolló en dos estadios de Uruguay, el Estadio Alberto Suppici de Colonia y el Estadio Domingo Burgueño de Maldonado.
| Uruguay                 |                                 |
| Colonia del Sacramento  | Maldonado                       |
| Estadio Alberto Suppici | Estadio Domingo Burgueño Miguel |
| Capacidad: 6 168        | Capacidad: 22 000               |
| Estadio Alberto Suppici | Estadio Domingo Burgueño        |

### Listado de árbitros
La Conmebol confirmó las siguientes ternas arbitrales, provenientes de los diez países miembros de la confederación. Además, contó con una terna no sudamericana encabezada por el español Guillermo Cuadra, en el marco de un acuerdo entre la Conmebol y la UEFA para el intercambio de árbitros.
| - Argentina: Leandro Rey Hilfer - José Savorani (asistente) - Sebastian Raineri (asistente) - Bolivia: Christian Alemán - Juan Montaño (asistente) - Rubén Flores (asistente) - Brasil: Ramón Abatti - Nailton Souza (asistente) - Luanderson de Lima (asistente) - Chile: Francisco Gilabert - Alan Sandoval (asistente) - Gabriel Ureta (asistente) | - Colombia: Carlos Betancur - David Fuentes (asistente) - Mary Blanco (asistente) - Ecuador: Bryan Loayza - Danny Ávila (asistente) - David Vacacela (asistente) - Paraguay: Juan López - Eduardo Britos (asistente) - Nancy Fernández (asistente) - Perú: Joel Alarcón - Alberth Alarcón (asistente) - José Castillo (asistente) | - Uruguay: Mathías De Armas - Pablo Llarena (asistente) - Agustín Berisso (asistente) - Venezuela: Yender Herrera - Erizon Nieto (asistente) - Migdalia Rodríguez (asistente) - : Guillermo Cuadra - Iván Masso (asistente) - Diego Sánchez (asistente) |

## Sorteo
El sorteo de grupos se realizó el 13 de febrero de 2024, desde la sede de la Conmebol en Luque, Paraguay.
- Los 12 equipos se ubicaron en cuatro bombos de tres equipos, según la ubicación final del club de su asociación nacional en la edición previa del torneo, y se dividieron en tres bombos de cuatro.
- El campeón defensor, Boca Juniors, fue colocado automáticamente en el bombo 1 y asignado a la posición A1 en la fase de grupos, mientras que los equipos de las siguientes dos mejores asociaciones (Argentina y Ecuador), también fueron colocados en el bombo 1 y sorteado a la posición B1 o C1 en la fase de grupos.
- Los equipos de las siguientes tres asociaciones (Paraguay, Venezuela y Uruguay) se colocaron en el bombo 2 y se los sorteó a la posición A2, B2 o C2 en la fase de grupos.
- Los equipos de las siguientes tres asociaciones (Colombia, Chile y Brasil) se colocaron en el bombo 3 y se los sorteó a la posición A3, B3 o C3 en la fase de grupos.
- Los equipos de las dos últimas asociaciones (Perú y Bolivia) y el equipo adicional de la asociación anfitriona (Uruguay) se colocaron en el bombo 4 y se los sorteó a la posición A4, B4 o C4 en la fase de grupos.
- Los equipos de la misma asociación no se podían agrupar en el mismo grupo.

| Bombo 1                                       | Bombo 2                                                 | Bombo 3                                  | Bombo 4                                                    |
| --------------------------------------------- | ------------------------------------------------------- | ---------------------------------------- | ---------------------------------------------------------- |
| - Boca Juniors (A1) - Rosario Central - Aucas | - Olimpia - Defensor Sporting - Academia Puerto Cabello | - Flamengo - Águilas Doradas - Colo-Colo | - Sporting Cristal - Always Ready - Montevideo City Torque |

## Fase de grupos
- Los horarios corresponden a la hora local de Uruguay: (UTC-3).

     – Clasifican para las Semifinales.
     – Posible clasificación para las Semifinales.

### Grupo A
| Equipo                  | Pts. | PJ | PG | PE | PP | GF | GC | Dif. |
| ----------------------- | ---- | -- | -- | -- | -- | -- | -- | ---- |
| Boca Juniors            | 7    | 3  | 2  | 1  | 0  | 6  | 0  | 6    |
| Academia Puerto Cabello | 6    | 3  | 2  | 0  | 1  | 7  | 4  | 3    |
| Colo-Colo               | 4    | 3  | 1  | 1  | 1  | 4  | 2  | 2    |
| Always Ready            | 0    | 3  | 0  | 0  | 3  | 1  | 12 | –11  |

| 2 de marzo | Academia Puerto Cabello | 2:1 (1:0) | Colo-Colo   | Estadio Alberto Suppici, Colonia |                        |
| 15:00      | Díaz 1' · Cantillo 48'  | Reporte   | Alarcón 50' | Árbitro(s): Juan López           | Árbitro(s): Juan López |

| 2 de marzo | Boca Juniors                               | 4:0 (4:0) | Always Ready | Estadio Alberto Suppici, Colonia |                              |
| 18:00      | Di Lollo 11' (pen.), 18', 42' · Mendía 14' | Reporte   |              | Árbitro(s): Mathías De Armas     | Árbitro(s): Mathías De Armas |

| 5 de marzo | Colo-Colo | 0:0     | Boca Juniors | Estadio Alberto Suppici, Colonia |                          |
| 15:00      |           | Reporte |              | Árbitro(s): Ramón Abatti         | Árbitro(s): Ramón Abatti |

| 5 de marzo | Academia Puerto Cabello                                 | 5:1 (3:0) | Always Ready | Estadio Alberto Suppici, Colonia |                          |
| 18:00      | Monjes 13', 46' · Osorio 26' · Díaz 27' · Rebolledo 77' | Reporte   | Massi 89'    | Árbitro(s): Bryan Loayza         | Árbitro(s): Bryan Loayza |

| 8 de marzo | Always Ready | 0:3 (0.1) | Colo-Colo                              | Estadio Alberto Suppici, Colonia |                              |
| 15:00      |              | Reporte   | Alarcón 2' · Hernández 53' · Pinto 83' | Árbitro(s): Mathías De Armas     | Árbitro(s): Mathías De Armas |

| 8 de marzo | Boca Juniors       | 2:0 (2:0) | Academia Puerto Cabello | Estadio Alberto Suppici, Colonia |                        |
| 18:00      | Zufiaurre 39', 42' | Reporte   |                         | Árbitro(s): Juan López           | Árbitro(s): Juan López |

### Grupo B
| Equipo                 | Pts. | PJ | PG | PE | PP | GF | GC | Dif. |
| ---------------------- | ---- | -- | -- | -- | -- | -- | -- | ---- |
| Rosario Central        | 6    | 3  | 2  | 0  | 1  | 4  | 3  | 1    |
| Olimpia                | 4    | 3  | 1  | 1  | 1  | 2  | 1  | 1    |
| Montevideo City Torque | 4    | 3  | 1  | 1  | 1  | 5  | 5  | 0    |
| Águilas Doradas        | 3    | 3  | 1  | 0  | 2  | 5  | 7  | –2   |

| 3 de marzo | Olimpia                  | 2:0 (1:0) | Águilas Doradas | Estadio Alberto Suppici, Colonia |                                |
| 15:00      | Noguera 43' · Páez 90+4' | Reporte   |                 | Árbitro(s): Francisco Gilabert   | Árbitro(s): Francisco Gilabert |

| 3 de marzo | Rosario Central         | 2:1 (1:1) | Montevideo City Torque | Estadio Alberto Suppici, Colonia |                          |
| 18:00      | Ponce 45' · Salteño 66' | Reporte   | Morales 33' (pen.)     | Árbitro(s): Bryan Loayza         | Árbitro(s): Bryan Loayza |

| 6 de marzo | Águilas Doradas        | 2:1 (1:1) | Rosario Central      | Estadio Alberto Suppici, Colonia |                              |
| 15:00      | Mena 29' · Benítez 89' | Reporte   | Cerrudo 45+2' (pen.) | Árbitro(s): Guillermo Cuadra     | Árbitro(s): Guillermo Cuadra |

| 6 de marzo | Olimpia | 0:0     | Montevideo City Torque | Estadio Alberto Suppici, Colonia |                          |
| 18:00      |         | Reporte |                        | Árbitro(s): Joel Alarcón         | Árbitro(s): Joel Alarcón |

| 9 de marzo | Montevideo City Torque                     | 4:3 (1:1) | Águilas Doradas                               | Estadio Alberto Suppici, Colonia |                                |
| 15:00      | Morales 11' · Gonella 80' · Altez 82', 89' | Reporte   | Suárez 27' (pen.) · Palacios 47' · Mena 90+1' | Árbitro(s): Francisco Gilabert   | Árbitro(s): Francisco Gilabert |

| 9 de marzo | Rosario Central | 1:0 (0:0) | Olimpia | Estadio Alberto Suppici, Colonia |                          |
| 18:00      | Ponce 71'       | Reporte   |         | Árbitro(s): Ramón Abatti         | Árbitro(s): Ramón Abatti |

### Grupo C
| Equipo            | Pts. | PJ | PG | PE | PP | GF | GC | Dif. |
| ----------------- | ---- | -- | -- | -- | -- | -- | -- | ---- |
| Flamengo          | 9    | 3  | 3  | 0  | 0  | 7  | 2  | 5    |
| Aucas             | 6    | 3  | 2  | 0  | 1  | 8  | 5  | 3    |
| Defensor Sporting | 3    | 3  | 1  | 0  | 2  | 4  | 5  | –1   |
| Sporting Cristal  | 0    | 3  | 0  | 0  | 3  | 2  | 9  | –7   |

| 4 de marzo | Aucas                           | 3:1 (2:0) | Sporting Cristal | Estadio Domingo Burgueño Miguel, Maldonado |                             |
| 15:00      | Conforme 36' · Perlaza 42', 68' | Reporte   | Uculmana 71'     | Árbitro(s): Carlos Betancur                | Árbitro(s): Carlos Betancur |

| 4 de marzo | Defensor Sporting | 0:1 (0:1) | Flamengo       | Estadio Domingo Burgueño Miguel, Maldonado |                                |
| 18:00      |                   | Reporte   | Wallace Yan 9' | Árbitro(s): Leandro Rey Hilfer             | Árbitro(s): Leandro Rey Hilfer |

| 7 de marzo | Flamengo                   | 2:1 (0:0) | Aucas        | Estadio Domingo Burgueño Miguel, Maldonado |                            |
| 15:00      | Iago 60' · Wallace Yan 82' | Reporte   | Conforme 58' | Árbitro(s): Yender Herrera                 | Árbitro(s): Yender Herrera |

| 7 de marzo | Defensor Sporting     | 2:0 (0:0) | Sporting Cristal | Estadio Domingo Burgueño Miguel, Maldonado |                              |
| 18:00      | Sena 68' · Cambón 85' | Reporte   |                  | Árbitro(s): Christian Alemán               | Árbitro(s): Christian Alemán |

| 10 de marzo | Sporting Cristal | 1:4 (0:3) | Flamengo                                                | Estadio Domingo Burgueño Miguel, Maldonado |                                |
| 15:00       | Rodríguez 57'    | Reporte   | Felipe Cunha 6' · Wallace Yan 9', 23' · Iago 53' (pen.) | Árbitro(s): Leandro Rey Hilfer             | Árbitro(s): Leandro Rey Hilfer |

| 10 de marzo | Aucas                                                     | 4:2 (1:0) | Defensor Sporting      | Estadio Domingo Burgueño Miguel, Maldonado |                             |
| 18:00       | Perlaza 35', 51' · Hurtado 51' · Zambrano 56', 83' (pen.) | Reporte   | Jorge 46' · Viudez 78' | Árbitro(s): Carlos Betancur                | Árbitro(s): Carlos Betancur |

### Mejor segundo
| Equipo                  | Grupo | Pts. | PJ | PG | PE | PP | GF | GC | Dif. |
| ----------------------- | ----- | ---- | -- | -- | -- | -- | -- | -- | ---- |
| Aucas                   | C     | 6    | 3  | 2  | 0  | 1  | 8  | 5  | 3    |
| Academia Puerto Cabello | A     | 6    | 3  | 2  | 0  | 1  | 7  | 4  | 3    |
| Olimpia                 | B     | 4    | 3  | 1  | 1  | 1  | 2  | 1  | 1    |

## Fase final
|  | Semifinales             | Semifinales             |   |                         | Final                   | Final |  |
|  |                         |                         |   |                         |                         |       |  |
|  |                         |                         |   |                         |                         |       |  |
|  | 14 de marzo - Maldonado |                         |   |                         |                         |       |  |
|  | Boca Juniors            | 2                       |   |                         |                         |       |  |
|  | Aucas                   | 1                       |   |                         |                         |       |  |
|  |                         |                         |   |                         |                         |       |  |
|  |                         |                         |   |                         | 17 de marzo - Maldonado |       |  |
|  |                         |                         |   |                         | Boca Juniors            | 1     |  |
|  |                         | Flamengo                | 2 |                         |                         |       |  |
|  |                         |                         |   |                         |                         |       |  |
|  |                         |                         |   |                         |                         |       |  |
|  |                         |                         |   |                         | Tercer lugar            |       |  |
|  | 14 de marzo - Maldonado | 14 de marzo - Maldonado |   | 16 de marzo - Maldonado | 16 de marzo - Maldonado |       |  |
|  | Rosario Central         | 1                       |   | Aucas                   | 1                       |       |  |
|  | Flamengo                | 2                       |   |                         | Rosario Central         | 2     |  |

- Los horarios corresponden a la hora local de Uruguay: (UTC-3).

### Semifinales
| 14 de marzo | Boca Juniors             | 2:1 (1:0) | Aucas               | Estadio Domingo Burgueño Miguel, Maldonado |                              |
| 15:00       | Dalmasso 37' · Payal 84' | Reporte   | Di Lollo 88' (a.g.) | Árbitro(s): Mathías De Armas               | Árbitro(s): Mathías De Armas |

| 14 de marzo | Rosario Central | 1:2 (1:0) | Flamengo             | Estadio Domingo Burgueño Miguel, Maldonado |                        |
| 18:30       | Moscoloni 20'   | Reporte   | Iago 57' (pen.), 72' | Árbitro(s): Juan López                     | Árbitro(s): Juan López |

### Tercer lugar
| 16 de marzo | Aucas               | 1:2 (0:1) | Rosario Central          | Estadio Domingo Burgueño Miguel, Maldonado |                            |
| 15:00       | Zambrano 54' (pen.) | Reporte   | Beltrán 41' · Ruiz 90+1' | Árbitro(s): Yender Herrera                 | Árbitro(s): Yender Herrera |

### Final
| 17 de marzo | Boca Juniors | 1:2 (1:2) | Flamengo                 | Estadio Domingo Burgueño Miguel, Maldonado |                             |
| 15:00       | Rodríguez 5' | Reporte   | Shola 24' · Lorran 45+2' | Árbitro(s): Carlos Betancur                | Árbitro(s): Carlos Betancur |

|                              |
| Bandera de Brasil            |
| Campeón Flamengo 1.er título |

## Goleadores
| Jugador             | Equipo       | Goles |
| ------------------- | ------------ | ----- |
| Iago                | Flamengo     | 4     |
| Wallace Yan         | Flamengo     | 4     |
| Cristhoper Zambrano | Aucas        | 3     |
| Lautaro Di Lollo    | Boca Juniors | 3     |
| Ronald Perlaza      | Aucas        | 3     |

## Estadísticas finales
| Equipo | Equipo                  | Pts | PJ | PG | PE | PP | GF | GC | Dif | Rend.  |
| ------ | ----------------------- | --- | -- | -- | -- | -- | -- | -- | --- | ------ |
| 1      | Flamengo                | 15  | 5  | 5  | 0  | 0  | 11 | 4  | +7  | 100%   |
| 2      | Boca Juniors            | 10  | 5  | 3  | 1  | 1  | 9  | 3  | +6  | 66,67% |
| 3      | Rosario Central         | 9   | 5  | 3  | 0  | 2  | 7  | 6  | +1  | 60,00% |
| 4      | Aucas                   | 6   | 5  | 2  | 0  | 3  | 10 | 9  | +1  | 40,00% |
| 5      | Academia Puerto Cabello | 6   | 3  | 2  | 0  | 1  | 7  | 4  | +3  | 66,7%  |
| 6      | Colo-Colo               | 4   | 3  | 1  | 1  | 1  | 4  | 2  | +2  | 44,44% |
| 7      | Olimpia                 | 4   | 3  | 1  | 1  | 1  | 2  | 1  | +1  | 44,44% |
| 8      | Montevideo City Torque  | 4   | 3  | 1  | 1  | 1  | 5  | 5  | 0   | 44,44% |
| 9      | Defensor Sporting       | 3   | 3  | 1  | 0  | 2  | 4  | 5  | -1  | 33,3%  |
| 10     | Águilas Doradas         | 3   | 3  | 1  | 0  | 2  | 5  | 7  | -2  | 33,3%  |
| 11     | Sporting Cristal        | 0   | 3  | 0  | 0  | 3  | 2  | 9  | -7  | 00,0%  |
| 12     | Always Ready            | 0   | 3  | 0  | 0  | 3  | 1  | 12 | -11 | 00,0%  |